# Zoltán Latinovits
Zoltán Latinovits (Budapeste, 9 de setembro de 1931 — Balatonszemes, 4 de junho de 1976) foi um actor de cinema e teatro húngaro, possivelmente o mais significativo do século XX.

## Biografia
Nasceu em 1931 e começou a estudar em 1937, após matricular-se na escola primária Rua Damjanich, em Budapeste. Com dez anos, em 1941, assiste ao divórcio dos seus pais e o casamento da mãe com István Frenreisz, um médico, com quem ela teve mais duas crianças. Com excelentes resultados torna-se graduado no Szent Imre Gimnázium.
Começou a trabalhar como carpinteiro e trabalhou numa firma de construção de pontes. Foi também basquetebolista substituto do Haladás SE em 1951. Em 1952 inscreve-se na Universidade Técnica de Budapeste e envolve-se no grupo dramático. Torna-se engenheiro civil em 1956.
Após actuações várias produzidas pelo grupo estudantil ou produções amadoras, inicia a sua carreira como profissional do teatro.
Suicidou-se alegadamente por via férrea em 1976. Em 1984, um museu foi erguido em sua homenagem, o Museu Memorial de Latinovits Zoltán.

### Locais onde actuou
- 1956-1959 - Debrecen, Teatro Csokonai
- 1959-1961 - Miskolc, Teatro National
- 1961-1962 - Debrecen, Tatro Csokonai
- 1962-1966 - Budapeste, Vígszínház (Aqui representou uma das peças que mais marcaram a sua carreira: Romeu e Julieta)
- 1966-1968 - Teatro Thália
- 1969-1971 - Budapeste, Vígszínház
- 1971-1976 - Veszprém, Teatro Petőfi

### Carreira cinematográfica
Actuou em numerosos filmes desde a década de 1950 até ao início da década de 1970. Um dos mais famosos foi Sindbad, 1971, dirigido por Zoltán Huszárik.
- 1977 - Ki látott engem? (voz)
- 1976 - Az ötödik pecsét ... roupas civis
- 1976 - Ballagó idő ... Hussar Diretor
- 1975 - 141 perc a befejezetlen mondatból ... professor Wavra
- 1975 - Amerikai anzix ... Fiala, János
- 1974 - A Pendragon-legenda ... Dr. Bátky, János
- 1974 - A dunai hajós ... Monseniur Boris
- 1973 - A magyar ugaron ... Zilahy, Kálmán professor[1]
- 1973 - És mégis mozog a föld .. barão Bálvándy
- 1973 - III. Richárd ... Prince of Buckingham
- 1972 - Volt egyszer egy család ... Géza
- 1972 - A lámpás ... pap[2]
- 1972 - Les Évasions célèbres ... barão Kempelen (tévésorozat)
- 1972 - Harminckét nevem volt ... Juhos gendarme pricipal
- 1971 - A legszebb férfikor ... Alker, Tamás
- 1971 - Csárdáskirálynő ... Miska
- 1971 - Szindbád ... Szindbád
- 1970 - Szerelmi álmok - herceg
- 1970 - Szemtől szemben ... Alméry, Ottó
- 1970 - Utazás a koponyám körül ... Karinthy, Frigyes
- 1969 - Isten hozta, őrnagy úr! ... principal
- 1969 - Az alvilág professzora ... Gálffy policial tenente-coronel[3]
- 1969 - Alfa Rómeó és Júlia ... Vili
- 1969 - Az örökös ... Geréb, Róbert
- 1969 - Hazai pálya ... Köves, Béla Chefe do Time
- 1969 - Régi nyár (TV) .... Baron Pataky, János
- 1969 - A nagy kék jelzés ... Abay poeta
- 1969 - Komédia a tetőn (TV) ... Géza
- 1968 - Keresztelő ... Gócza, Menyhért
- 1968 - Kártyavár ... Dr.Bán
- 1968 - Falak ... Ambrus, László
- 1968 - Egri csillagok ... Varsányi, Imre
- 1967 - Egy szerelem három éjszakája ... Menyhért
- 1967 - Csend és kiáltás ... Kémeri
- 1967 - Mocorgó) (TV) ... Iric
- 1967 - Fiúk a térről ... Somos médico
- 1967 - Tanulmány a nőkről ... Balogh, Sándor
- 1966 - Egy magyar nábob - Szentirmay,  Rudolf
- 1966 - Kárpáthy Zoltán ... Szentirmay, Rudolf
- 1966 - Hideg napok ... Büky principal
- 1966 - Aranysárkány ... Fóris professor
- 1966 - Sok hűség semmiért ... escultor
- 1966 - Minden kezdet nehéz
- 1966 - Az orvos halála ... narrador
- 1966 - És akkor a pasas ... o chefe
- 1965 - Iszony
- 1965 - Szegénylegények - Veszelka, Imre gendarme
- 1965 - Sellő a pecsétgyürün I ... Borsy, Kálmán
- 1965 - Fény a redőny mögött
- 1964 - Karambol ... Weber, István
- 1963 - Aranyfej
- 1963 - Fotó Háber ... Csiky, Gábor
- 1963 - Oldás és kötés ... dr. Járom, Ambrus
- 1963 - Pacsirta ... Miklós
- 1962 - Az Aranyember ... Krisztyán, Tódor
- 1962 - Kertes házak utcája ... János
- 1959 - Gyalog a mennyországba ... Imre

### Livros publicados
- 1973 - Ködszurkáló
- 1985 - Emlékszem a röpülés boldogságára (antologia)

## Prémios
- 1966 – Prémio Jászai Mari
- 1970 – Prémio Balázs Béla
- 1975 – Artista siginficante
- 1989 – Prêmio Kossuth (póstumo)